# Arkadi Pawlowitsch Rosenholz
Arkadi Pawlowitsch Rosenholz (russisch Аркадий Павлович Розенгольц; * 4. Novemberjul. / 16. November 1889greg. in Witebsk; † 15. März 1938 in Kommunarka) war ein russischer Revolutionär und Volkskommissar.

## Leben
Rosenholz, Sohn des jüdischen Kaufmanns Pawel (Faiwel) Nachimowitsch Rosenholz, studierte am Kiewer Handelsinstitut mit Abschluss 1914. Seit 1905 war er Mitglied der Sozialdemokratischen Arbeiterpartei Russlands (RSDRP). Er beteiligte sich an der Russischen Revolution 1905 und an der Februarrevolution 1917. In der Oktoberrevolution war er einer der Führer der Bolschewiki in Moskau.
Nach der Oktoberrevolution arbeitete Rosenholz in verschiedenen Organen der Sowjetmacht. Im Russischen Bürgerkrieg war er vom 7. Dezember 1918 bis zum 18. März 1919 Mitglied des  Revolutionären Kriegsrats der 8. Armee der Roten Armee. Bei den Kämpfen bei Kasan und Ufa bewährte er sich als talentierter Organisator.
Im Januar 1922 wurde Rosenholz Mitglied des Revolutionären Kriegsrats der Westfront und Chef der Hauptverwaltung der Luftflotte der Roten Armee. Er führte Geheimverhandlungen über die Zusammenarbeit der Roten Armee mit der Reichswehr. Ab Juli 1923 war er Oberkommandierender der Luftstreitkräfte der Roten Armee als Nachfolger Andrei Alexandrowitsch Snamenskis, bis im Dezember 1924 Pjotr Ionowitsch Baranow Oberkommandierender der Luftstreitkräfte der Roten Armee wurde, während Rosenholz Mitglied des Revolutionären Kriegsrats der UdSSR wurde.
1925 wurde Rosenholz Berater der sowjetischen Botschaft und Geschäftsträger der Handelsmission in Großbritannien, wo er sich mit Spionage beschäftigte, was zur Verschlechterung und schließlich 1927 zum Abbruch der diplomatischen Beziehungen führte. 1927 wurde Rosenholz Mitglied der Zentralen Kontrollkommission (ZKK) der KPdSU und Kandidat für das Präsidium der ZKK. Zwischen 1928 und 1930 arbeitete er in der Arbeiter-Bauern-Inspektion der UdSSR. Von 1930 bis 1932 war er Mitglied des Präsidiums der ZKK und  1930 wurde er Volkskommissar für Außenhandel.
Während des Großen Terrors wurde Rosenholz am 7. Oktober 1937 verhaftet. Er war einer der Angeklagten im dritten Moskauer Prozess, wo man ihn der Mitgliedschaft einer terroristischen Gruppe beschuldigte, sowie an der Vorbereitung eines Anschlags auf Stalin beteiligt gewesen zu sein. Das Militärkollegium des Obersten Gerichts der UdSSR verurteilte ihn am 13. März 1938 nach Artikel 58 des Strafgesetzbuches der RSFSR zum Tode. Er wurde am 15. März 1938 in Kommunarka erschossen. Seine Frau Soja Alexandrowna wurde ebenfalls erschossen.
Rosenholz' älteste Tochter Jelena stellte Anatoli Naumowitsch Rybakow in seinem Roman Die Kinder vom Arbat als Lena Budjagina dar. Sie lebte in Nestor Apollonowitsch Lakobas Datsche in Gagra und starb durch Suizid. Rosenholz' Schwester Eva war Künstlerin. Sie wurde 1949 verhaftet und zu zehn Jahren Verbannung verurteilt. Rosenholz' Cousine Jelena Michailowna Schirmann war Dichterin und wurde in der Judenvernichtungsaktion im von der Wehrmacht besetzten Rostow am Don am 11./12. August 1942 in der Smijowskaja Balka (Schlangenschlucht) mit ihren Eltern erschossen.
Am 4. Februar 1988 rehabilitierte das Plenum des Obersten Gerichts der UdSSR Rosenholz.

## Ehrungen
- Rotbannerorden (1920)[1]
- Leninorden (1933)[1]